# Siwanzanna
Siwanzanna ere el nom d'una classe de sacerdotesses a la religió de l'Imperi Hitita, similar a la classe dels sacerdots Gudu i els sacerdots Sanga.